# Игнатюк, Мирослав Витальевич
Мирослав Витальевич Игнатюк (укр. Мирослав Віталійович Ігнатюк, родился 2 февраля 1957 года в Запорожье) — советский и украинский стрелок из пистолета, трёхкратный чемпион мира 1990 года (дважды в командном и один раз в личном первенстве), чемпион Европы 1991 года. Заслуженный мастер спорта СССР (1991).

## Биография
Игнатюк входил в сборные СССР, ВС СССР и Украины, становился чемпионом и призёром вооружённых сил СССР, а также чемпионом СССР и Украины. В 1990 году на чемпионате мира в Москве вместе с Сергеем Пыжьяновым и Афанасием Кузьминым выиграл золотую медаль в командном первенстве по стрельбе из пистолета центрального боя с 25 м, установив мировой рекорд в 1762 очка. Также стал чемпионом мира в командном первенстве по стрельбе из скорострельного пистолета с 25 м и чемпионом в личном первенстве по стрельбе из стандартного пистолета с 25 м. Серебряный призёр чемпионата мира 1990 года в личных первенствах по стрельбе из скорострельного пистолета и пистолета центрального боя на дистанции 25 м.
В 1990 году на этапах Кубка мира в Мюнхене и Зюле становился серебряным призёром в стрельбе из скорострельного пистолета с дистанции 25 м. В 1991 году выиграл чемпионат Европы в Болонье в стрельбе из пистолета центрального боя (25 м), а также стал серебряным призёром финала Кубка мира в Мюнхене в стрельбе из скорострельного пистолета (25 м). После становления независимости Украины представлял эту страну на международных турнирах. На внутриукраинских соревнованиях представлял Одессу, также входил в команду вооружённых сил. В 1992 году Игнатюк выступал в составе Объединённой команды на Олимпиаде в Барселоне: на соревнованиях по стрельбе из скорострельного пистолета на дистанции 25 м занял шестое место, проиграв борьбу в полуфинале и оставшись без медали.
В 1993 году стал серебряным призёром чемпионата Европы в Брно в стрельбе из пистолета центрального боя (25 м). Через год выиграл этап Кубка мира в Милане в стрельбе из скорострельного пистолета на дистанции 25 м и серебряную медаль на чемпионате мира в том же городе (пистолет центрального боя, командное первенство), а ещё через год в той же дисциплине выиграл бронзовую медаль чемпионата Европы в Цюрихе. В 1996 году выступил от сборной Украины на Олимпиаде в Атланте: соревнуясь в стрельбе из скорострельного пистолета на 25 м, он не смог попасть в финальную восьмёрку, заняв только 9-е место. Последнее выступление датировалось 2000 годом и этапами Кубка мира в Сиднее, Мюнхене и Милане.